# ويليام بونير
ويليام بونير (بالبرتغالية: William Bonner‏) هو مذيع أخبار وصحفي برازيلي، ولد في 16 نوفمبر 1963 في ساو باولو في البرازيل.